# 莲华柃
莲华柃（学名：Eurya rengechiensis）为山茶科柃木属下的一个种。

## 扩展阅读
- 維基物種上的相關：莲华柃